# Cyclomia mounsayi
Cyclomia mounsayi är en fjärilsart som beskrevs av Louis Beethoven Prout. Cyclomia mounsayi ingår i släktet Cyclomia och familjen mätare. Inga underarter finns listade i Catalogue of Life.